# マクシム・モーフラ
マクシム・モーフラ（Maxime Maufra、1861年5月17日 - 1918年5月23日）はフランスの風景画家である。港などの風景画を描いた。「ポン＝タヴァン派」の画家の一人である。

## 略歴
ナントの裕福な実業家の家に生まれ、実業者のキャリアを積むが、同時に絵を描きはじめ、ナントの海洋画家、シャルル・ルデュックのアトリエに出入りし、絵の技術を学び、風景画を描いた。父親に命じられて、イギリスに渡り、数年間、リバプールの商人のもとで貿易の仕事を学んだ。イギリスでも絵を描く情熱を募らせ、ターナーの作品に魅了された。ウェールズやスコットランドを訪れ、その風景に強い印象を抱いた。
1884年にフランスに戻り、貿易の仕事と画家としての活動の両方を続けた。
1886年にパリの展覧会に参加し、その作品は劇作家のオクターヴ・ミルボーに注目され、その年のナントの美術展に招待されるようになり、当時の有力な画家たちから知られる存在になった。
1890年にポール・ゴーギャンに出会い、貿易の仕事を止めて画家に専念する決意をして、ナントから多くの画家が活動していたポン＝タヴァンに移った。1891年に最初の個展を画廊「Le Barc de Toutteville」で開いた。1891年から1892年の初めにかけてポン＝タヴァン派の画家、シャルル・フィリジェと海岸の宿屋、ビュヴェット・ドゥ・ラ・プラージュ(Buvette de la Plage )に滞在した。1892年には版画家ウジェーヌ・ドラートル（Eugène Delâtre）のスタジオで版画も学んだ。
再び、イギリスを訪れた後、1893年からパリに移った。モーフラは後に多くの画家が住むようになった「洗濯船」と呼ばれたモンマルトルの集合アトリエに住んだ最初の画家となった。モーフラの「洗濯船」のアトリエにはナント出身の友人の画家のÉmile Dezaunayや詩人のVictor-Émile Micheletが集まる場所になった。
1895年からパリの画商、ポール・デュラン＝リュエルと仕事をするようになり、モーフラの作品の展示会もデュラン＝リュエルによって企画された。1895年にポン＝タヴァンで知り合った女性と結婚した。ブルターニュのキブロンやポワンドラ（ラ岬）などに滞在し滞在し作品を描いた。
1903年に再び、ブルターニュのキブロンに小さい農園を買って移り住み、ブルターニュを再び芸術家の集まる場所にしようとしたがレオン・デュヴァル・ゴズラン(Léon Duval-Gozlan)が加わっただけで1910年にはキブロンから離れた。
サルト県のポンセ＝シュル＝ル＝ロワールで写生中に心臓麻痺で亡くなった。

## 作品

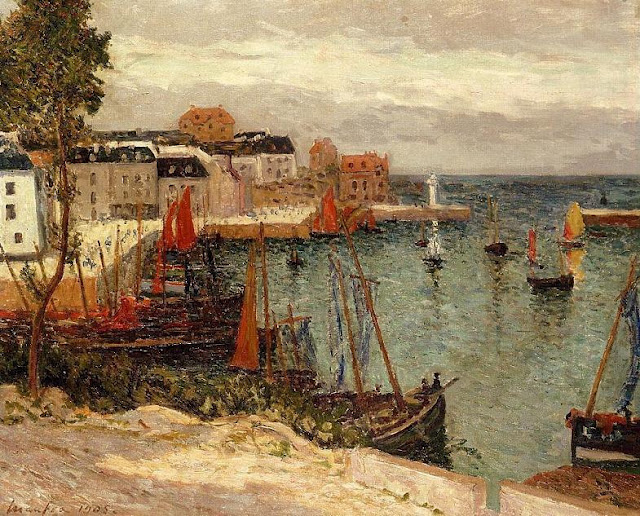
ベル＝イル＝アン＝メールのソゾン港
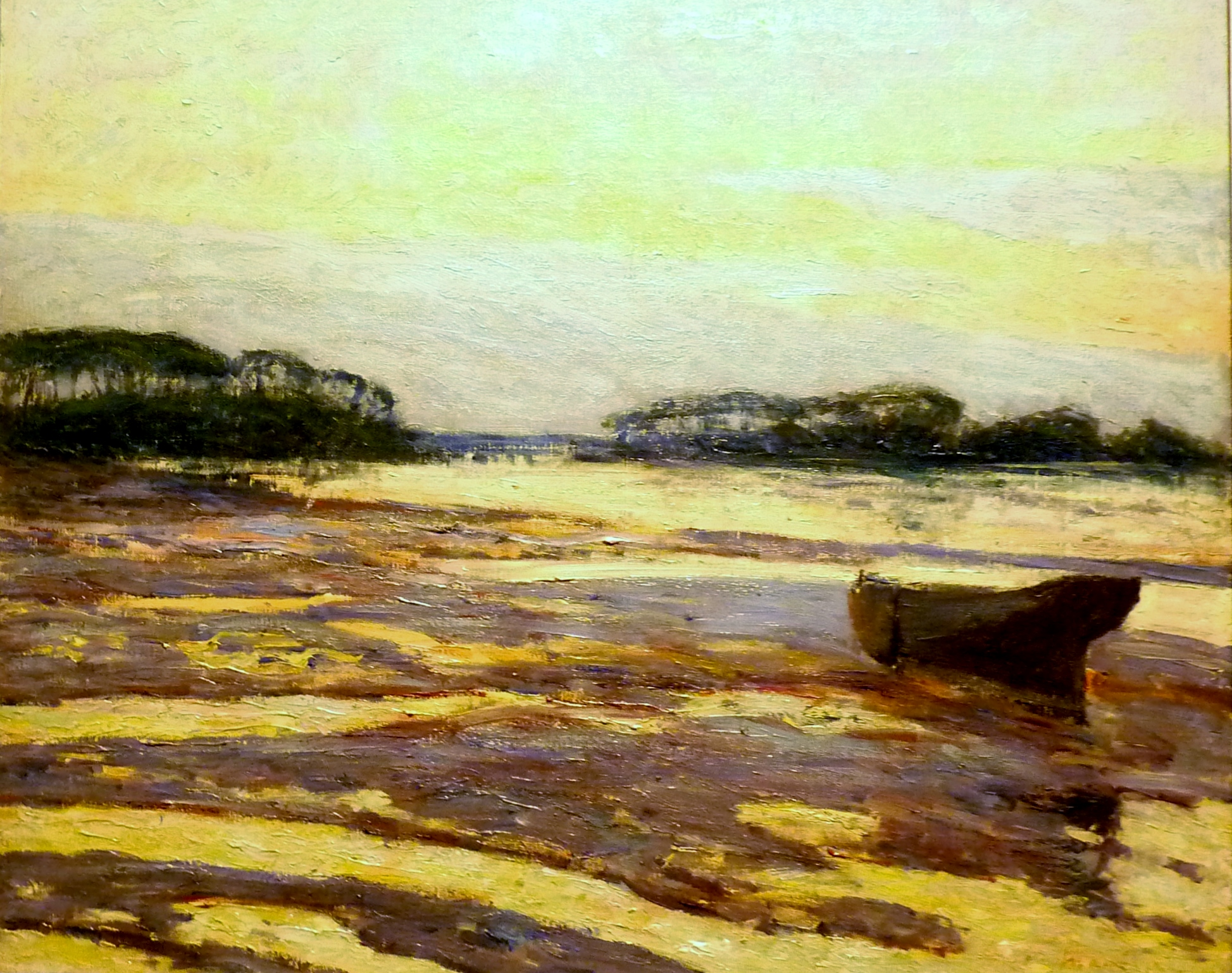
ロクテュディの風景
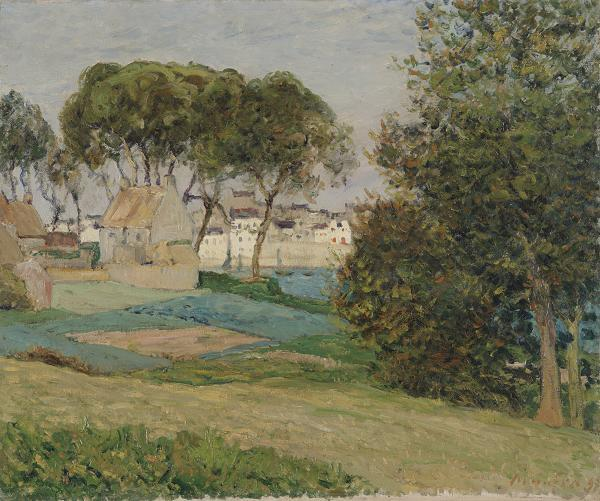
ドゥアルヌネの風景
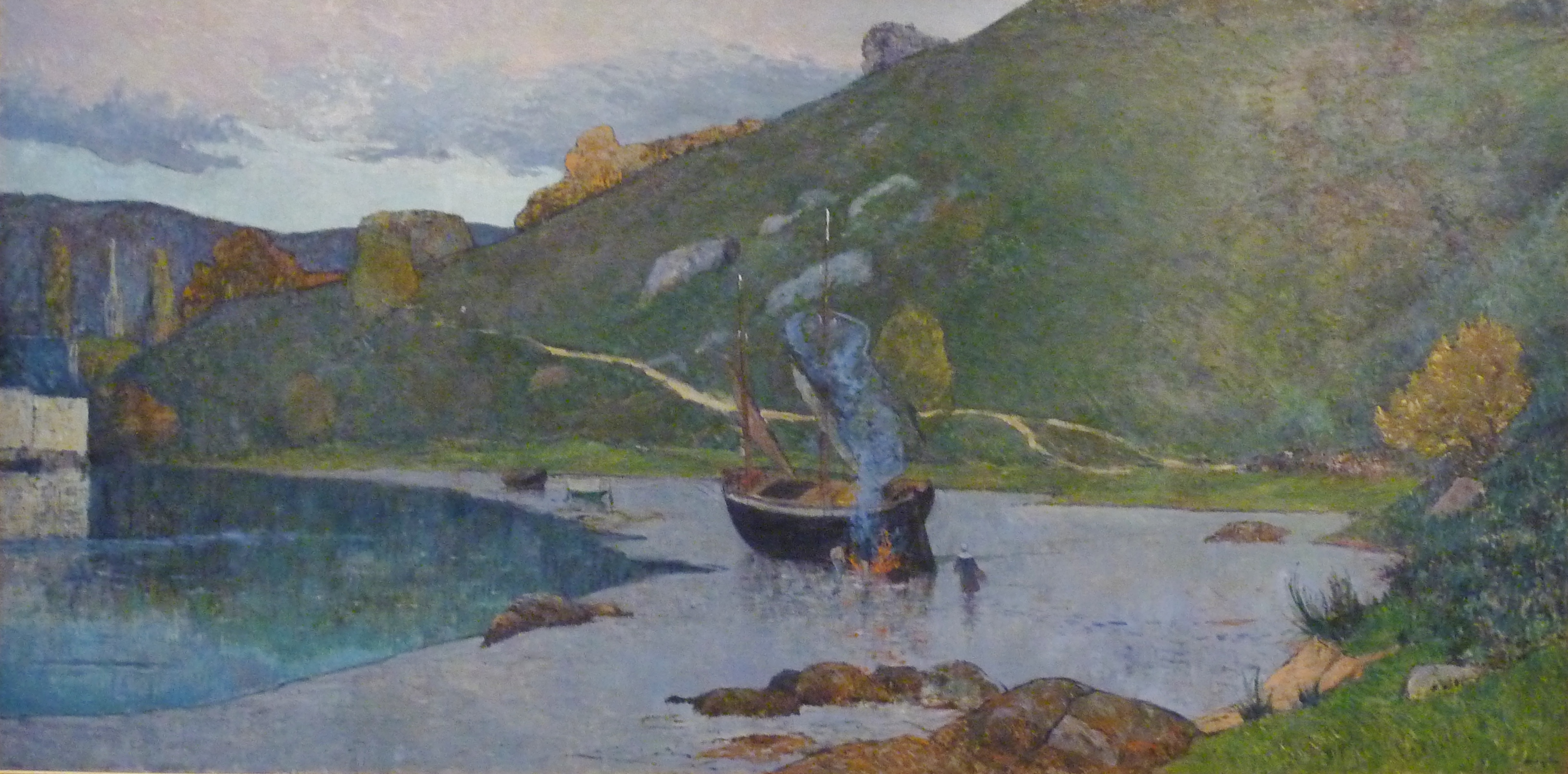
ポン＝タヴァンの港
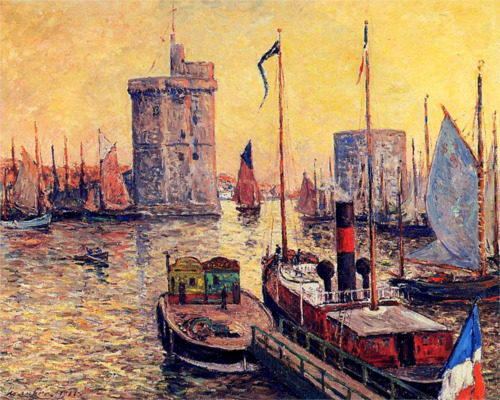
夕暮れのラ・ロシェルの港
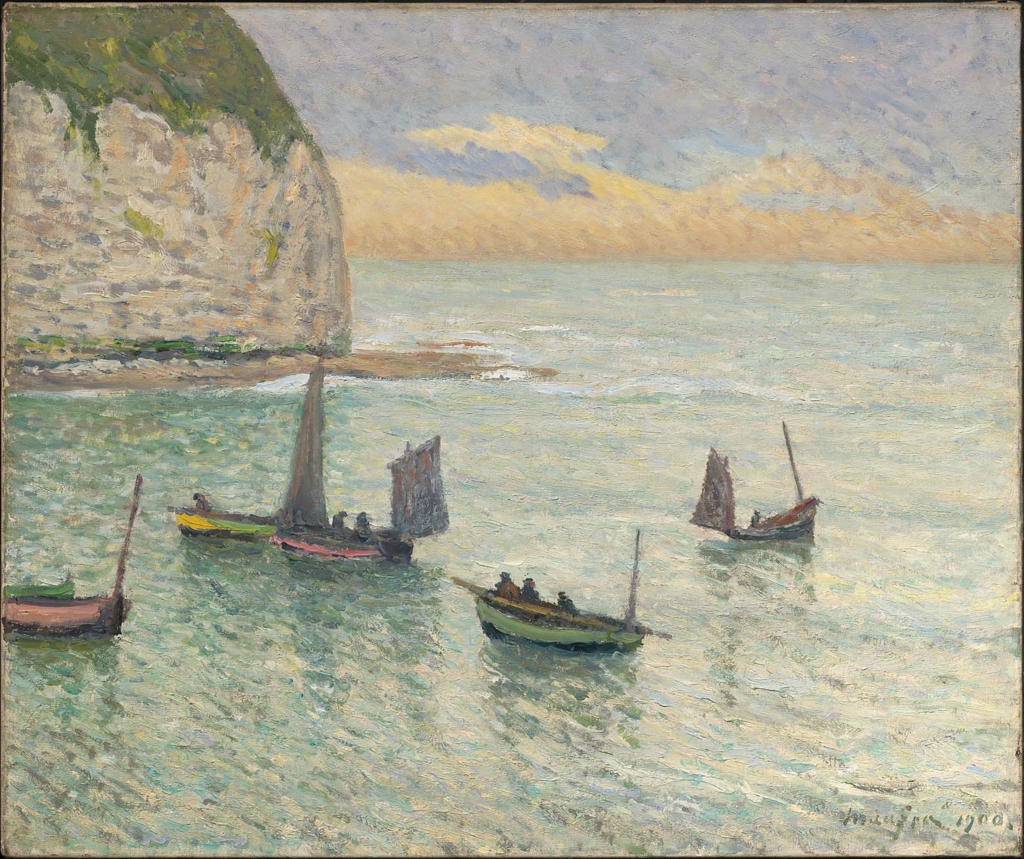
漁船の出航